# Bedřich Soukal
Bedřich Soukal (10. prosince 1940 Pohořelice – 3. července 2014 Budkovice) byl český fotbalový obránce.

## Fotbalová kariéra
Rodák z Pohořelic začal s velkým fotbalem v brněnském Králově Poli, odkud po sestupu z 2. ligy v sezoně 1958/59 narukoval do Chomutova. Nakonec zde působil celých sedm let, kdy hrál za chomutovské VTŽ (Válcovny trub a železárny) třetí nejvyšší soutěž. Na jaře 1967 přestoupil do tehdejšího Spartaku ZJŠ Brno, ale v první lize stihl jen půlrok. Po něm přišel sestup a čtyři sezony bojů o návrat mezi elitu. Ten se podařil až na jaře 1971, kdy patřil ke klíčovým hráčům týmu a k postupu přispěl pěti vstřelenými brankami. Jako fyzicky velmi zdatný hráč si na hřišti výborně rozuměl s techničtějšími spoluhráči Krškou a Lichtnéglem.
Ve Zbrojovce skončil předčasně v lednu 1972, když ještě měl týmu co dát. Pro neshody s vrcholnými funkcionáři oddílu (vystupoval v roli zástupce hráčů při jednáních s vedením) byl jako nepohodlný přeřazen do divizního B-mužstva. Přestože záložní mužstvo vévodilo divizní tabulce a mířilo do 3. nejvyšší soutěže, byl z týmu vyřazen pro údajný negativní vliv na mladší spoluhráče. Ve 29. kole však mužstvo doma nečekaně prohrálo se ZKL Brno 1:2 a do vedení se dostala s dvoubodovým náskokem Opava, která vyhrála 1:0 na hřišti Veselí nad Moravou. V posledním kole stačila zbrojováckému béčku v Opavě jakákoli výhra, domácí vedení Evženem Hadamczikem však nakonec před 7 200 diváky uhájili postupový výsledek 0:0 a mohli se těšit z účasti ve 3. lize.
Nezatrpknul, až na vynucený konec vzpomínal na léta ve zbrojováckém dresu jen v nejlepším. Cenil si vztahů v kolektivu, spolupráce s internacionály Popluhárem či Lichtnéglem. Rád vzpomínal na trenéra Hajského, který ho vrátil k fotbalu po půlroční pauze, kdy marodil kvůli infekci v noze, kterou dostal z kopačky. Po odchodu ze Zbrojovky hrál už jen krátce Krajský přebor za I. brněnskou. Kvůli nedobré morálce, která tehdy v tomto mužstvu panovala, však za rok skončil. Poté hrál 6 let už jenom ligu neregistrovaných za "pošťáky". Žil v Budkovicích u Ivančic, kde také na začátku prázdnin 2014 ve věku 73 let zemřel.

## Ligová bilance
| Ročník                                   | Zápasy | Góly | Klub                         |
| ---------------------------------------- | ------ | ---- | ---------------------------- |
| 2. československá fotbalová liga 1958/59 | -      | -    | TJ Spartak Královo Pole Brno |
| 1. československá fotbalová liga 1966/67 | 13     | 0    | TJ Spartak ZJŠ Brno          |
| 2. československá fotbalová liga 1967/68 | -      | 5    | TJ Spartak ZJŠ Brno          |
| 2. československá fotbalová liga 1968/69 | -      | 0    | TJ Zbrojovka Brno            |
| 2. československá fotbalová liga 1969/70 | -      | 2    | TJ Zbrojovka Brno            |
| 2. československá fotbalová liga 1970/71 | 29     | 5    | TJ Zbrojovka Brno            |
| 1. československá fotbalová liga 1971/72 | 16     | 1    | TJ Zbrojovka Brno            |
| CELKEM 1. LIGA                           | 29     | 1    |                              |